# 白岩堰堤

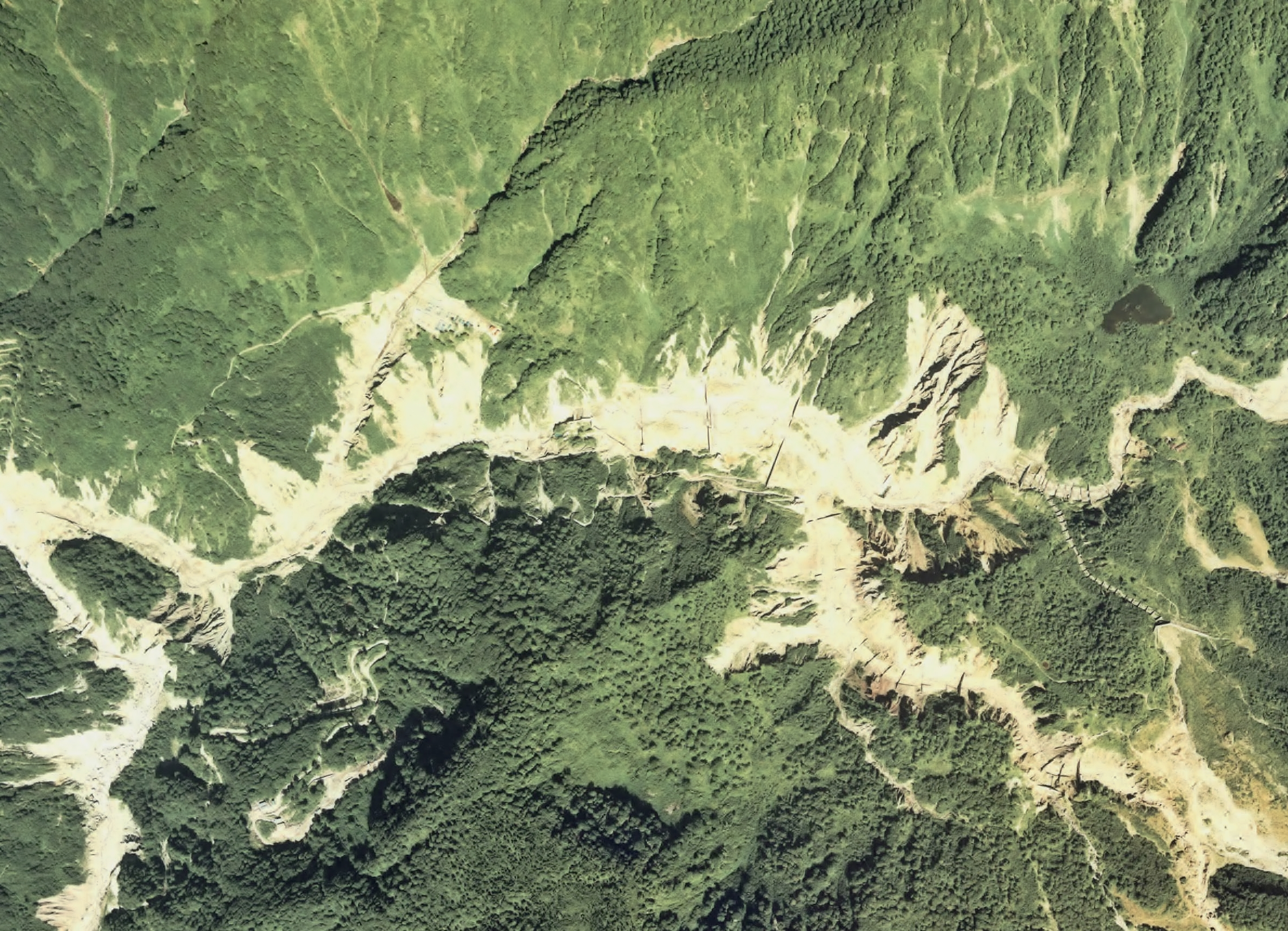
白岩堰堤付近の空中写真。画像中央付近、連続した砂防堰堤が見える。1977年撮影。
。

白岩堰堤（しらいわえんてい）は、富山県富山市、中新川郡立山町にある砂防堰堤。立山カルデラからの土砂流出を防ぐために造られた。

## 概要
- 貯砂量:100万立方メートル
- 高さ:63メートル
- 設計:赤木正雄（立山砂防工事事務所所長）

## 歴史

### 県営砂防時代
1858年（安政5年）に発生した飛越地震の際に立山カルデラで発生した河道閉塞（天然ダム）が決壊し、大規模な土石流が発生した。死者・行方不明者は200～300名に及んだという。その後、立山カルデラから供給され続ける土砂のため、富山平野は度重なる水害に悩まされることとなる。
1906年（明治38年）に、常願寺川本川が湯川等砂防指定地に編入され、翌1907年（明治39年）に富山県営による砂防工事が展開される。当初は湯川上流の多枝原谷で工事が行われていたが、1913年（大正2年）に現在の白岩堰堤付近で湯川第1号砂防堰堤が着工される。
6年の歳月を経て、1919年（大正8年）に湯川第1号砂防堰堤が竣工した。しかし、その年の出水により発生した土石流により被災する。1922年（大正11年）には復旧工事の結果、再び湯川第1号砂防堰堤は復旧を果たすが、同年の集中豪雨災害で再び被災した。これを契機に県は内務省に工事が困難である事を陳情した。

### 直轄砂防へ
時を同じくして関東大震災により土砂災害が多発した神奈川県における砂防事業展開のため、1924年（大正13年）に従来複数の県を流れる河川を対象に砂防事業が行われていた砂防法を改正し、単独の県を流れる河川に対しても砂防事業が展開可能となる。1926年（大正15年）には県営工事から、直轄砂防に移管することとなる。

### 白岩砂防堰堤竣工
昭和14年（1939年）、着工から8年の歳月を経て竣工する。竣工当時は本堰堤と2基の副堰堤（当時の位置づけは床固）のみであったが、度重なる出水による河床低下により、洗掘対策のために新たに副堰堤が増工され、現在は本堰堤に7基の副堰堤を有する構成となっている。

## 備考
白岩堰堤の第一副堰堤は県が施工した湯川第1号砂防堰堤の堤体の一部を利用している。

## 重要文化財指定
2009年6月30日に、本堰堤、副堰堤、床固（第二副堰堤）および方格枠が「白岩堰堤砂防施設」として、国の重要文化財に指定された。砂防施設では初の重文指定となる。
2017年11月28日付けで、重要文化財「白岩堰堤砂防施設」に本宮堰堤（ほんぐうえんてい）と泥谷堰堤（どろだにえんてい）が追加指定され、指定名称が「常願寺川砂防施設」に変更された。